# Медаль Ламме
Медаль Ламме (англ. IEEE Lamme Medal) — награда, которая вручалась Американским институтом инженеров-электриков (англ. American Institute of Electrical Engineers, AIEE) и позднее Институтом инженеров электротехники и электроники (IEEE). Награда учреждена в 1928 году, и изначально вручалась за вклад в развитие электрического оборудования. Названа в честь лауреата медали Эдисона Бенджамина Ламме. Получила своё современное название в 1963 году, когда Институт радиоинженеров слился с Американским институтом электротехников. При этом область награды изменилась — с 1965 года её присуждали за важный вклад в электроэнергетику. Упразднена в 2008 году.

## Наиболее известные лауреаты
- 1999 — Балига, Джайянт
- 1977 — Оливер, Бернард
- 1976 — Пател, Кумар[англ.]
- 1973 — Дрейпер, Чарльз Старк
- 1965 — Ламм, Уно
- 1948 — Зворыкин, Владимир Козьмич
- 1942 — Слепян, Джозеф[англ.]
- 1932 — Вестон, Эдвард